# Cascate di Krimml
Le cascate di  Krimml (in tedesco Krimmler Wasserfälle) sono le più alte dell'Austria (380 metri). Si trovano nei pressi del comune di Krimml, nel Parco nazionale Alti Tauri, e sono formate dal torrente Krimmler Ache.
È una cascata a flusso continuo su più livelli, che inizia nella parte superiore della valle del Krimmler Ache e scende con tre salti verso il basso; il primo ha un dislivello di 140 m, il secondo di 100 m e il terzo di 140 m. Il punto più alto della cascata è a 1470 m s.l.m..
Nel 1967 alle cascate è stato assegnato il Diploma europeo delle aree protette.

## Flusso
Il Krimmler Ache è un fiume di origine glaciale la cui portata varia notevolmente in base alla stagione. Il volume di acqua trasportato a giugno e luglio è di circa 20 000 m³/h, mentre a febbraio si riduce a 500 m³/h. La portata massima mai registrata è di 600 000 m³/h il 24 agosto 1987.

## Flora e fauna
L'umidità generata dalle cascate crea condizioni ottimali per la crescita di centinaia di muschi, licheni e felci. I dintorni sono l'habitat di 62 diverse specie di uccelli.

## Turismo
Per permettere ai visitatori di ammirare i salti d'acqua in tutta la loro bellezza, Ignaz von Kürsinger realizzò un camminamento sulla parte alta della cascata. Nel 1879 il Club Alpino Austriaco rinnovò il passaggio per migliorare la vista panoramica. Il sito è visitato da circa 400 000 persone ogni anno.